# Leónidas II
Leónidas II fue un rey de Esparta de la dinastía agíada desde el año 254 a. C. hasta 235 a. C.
Fue educado en la corte persa, y según la Vida de Agis de Plutarco, se casó con una mujer persa. 
Leonidas II se opuso a los intentos de reforma de su colega euripóntida, Agis IV. El éforo Lisandro afirmó haber visto una señal de los dioses contra Leónidas, y este huyó para evitar el juicio. En su ausencia fue depuesto y reemplazado por su yerno, Cleómbroto II.

## Familia
Fue padre de tres hijos, con su mujer, Cratesiclea, que pertenecía a la dinastía Seléucida fundada por Seleuco I Nicátor.
Su hijo Cleómenes III le sucedió, y se casó a los 18 años con Agiatis, viuda de Agis IV, el rey euripóntida. Su hija, Quilonis, se casó con Cleómbroto II, que sustituyó a su suegro por algún tiempo. Ella fue notable por su fidelidad, primero a su padre, a quien siguió en el exilio, y luego a su marido, al que también acompañó al exilio, cuando su padre recuperó el poder.
| Predecesor: Areo II       | Rey agíada de Esparta 254-242 a. C. | Sucesor: Cleómbroto II |
| Predecesor: Cleómbroto II | Rey agíada de Esparta 241-235 a. C. | Sucesor: Cleómenes III |